# Танака, Айми
Айми Танака (яп. 田中 あいみ Танака Айми, род. 28 апреля 1992, Токио) — японская сэйю. Работает в агентстве 81 Produce. На десятой церемонии Seiyu Awards 2016 года была награждена как лучшая начинающая актриса. Является голосовым провайдером для войсбанков Отомати Уны на движке VOCALOID4.

## Биография
Училась только в женских школах, в средней занималась в кружке музыки и ставила мюзиклы на фестивалях, в старших классах перешла в кружок поп-музыки и собрала группу, исполняющую каверы песен Ellegarden, Ikimono-gakari и Юи. Заинтересовалась профессией сэйю, узнав, что Наруто и Эдварда Элрика озвучивают женщины, но по-настоящему решила стать ей, когда по совету подруги матери пришла на курсы сэйю, где встретила Рюсэя Накао, подумав: «Я хочу быть как он».
В 2013 году вела эфиры на Radio.Ai, с января 2014 перешла на Gekkan GaGaGa Channel, заменив Тинацу Акасаки.
В 2015 году получила главную роль Умару Домы в аниме-сериале Himouto! Umaru-chan, для которого исполнила также открывающую тему «Kakushin-teki Metamarufōze!» и, вместе с сэйю трёх других героинь Акари Кагэямой, Харукой Сираиси и Юриной Фурукавой, закрывающую «Hidamari Days». За эту роль Танаке в 2016 году присудили Seiyu Awards как лучшей начинающей актрисе.

## Личная жизнь
Любит кошек, которых у неё шесть, лето и чтение, особенно фантастику с путешествиями во времени. Умеет играть на гитаре, дома у неё есть электрическая, акустическая и электроакустическая гитары. С младших классов играет в игры серии Pokémon, любимым покемоном называет Пиплупа (водный стартовик 4 поколения).

## Работы и роли

### Аниме-сериалы
2012 год
- Aikatsu! — девушка

2013 год
- Zettai Karen Children — ребёнок (серии 9, 12)
- Hayate the Combat Butler — аудитория
- Stella Women’s Academy, High School Division Class C³ — Каори (серии 1—2, 12), Кёко (серии 10, 13)
- Danchi Tomoo — мальчик, Харука Фукуока, Сэридзава
- Yowamushi Pedal — школьница
- Line Town

2014 год
- Danchi Tomoo — Харука Фукуока
- Dragon Collection
- Donten ni Warau — Гэрокити, Поко (серия 7)
- Hanayamata — гость (серия 7)
- Yuuki Yuuna wa Yuusha de Aru — одноклассница (серия 7)
- Wasimo — Хиёри

2015 год
- Absolute Duo — Мива
- Cross Ange — жрица (серия 15)
- Kekkai Sensen — медсестра (серия 2)
- Himouto! Umaru-chan — Умару Дома
- Lance N' Masques — Рю Юиэн
- Pikaia! — Венди
- Houkago no Pleiades — Юки, Юдзуру, брат Нанако
- Yamada-kun to 7-nin no Majo — Эри (серия 2)

2016 год
- Active Raid: Kidou Kyoushuushitsu Daihachigakari 2nd — Маримо Кабураги
- Show by Rock!! — Пейпэйн

### OVA
- Kyou, Koi o Hajimemasu (2010) — Кэйко
- Yamada-kun to 7-nin no Majo (2014—2015) — Эри

### Анимационные фильмы
- UTOPA (2016) — Куи

### Видеоигры
- Soul Reverse Zero — Европа